# Slittino ai X Giochi olimpici invernali - Singolo femminile
Nello slittino ai X Giochi olimpici invernali la gara del singolo femminile si è disputata nelle giornate dell'11 e 13 febbraio nella località di Villard-de-Lans.
La competizione è stata offuscata da uno scandalo che ha coinvolto tre atlete, due delle quali erano in zona medaglia. Le atlete della Germania dell'Est, due delle quali Ortrun Enderlein e Anna-Maria Müller, erano in testa dopo tre prove (la quarta alla fine è stata annullata) quando sono state squalificate per il riscaldamento dei pattini delle loro slitte.

## Classifica di gara
| Pos.    | Atleta                       | Nazione        | 1ª manche | 2ª manche | 3ª manche | Tempo Finale     |
| ------- | ---------------------------- | -------------- | --------- | --------- | --------- | ---------------- |
| Oro     | Erika Lechner                | Italia         | 48"76     | 49"39     | 50"51     | 2'28"66          |
| Argento | Christa Schmuck              | Germania Ovest | 49"15     | 49"84     | 50"38     | 2'29"37          |
| Bronzo  | Angelika Dünhaupt            | Germania Ovest | 49"34     | 49"88     | 50"34     | 2'29"56          |
| 4       | Helena Macher                | Polonia        | 49"55     | 50"02     | 50"48     | 2'30"05          |
| 5       | Jadwiga Damse                | Polonia        | 49"64     | 50"43     | 50"08     | 2'30"15          |
| 6       | Dana Beldová-Spálenská       | Cecoslovacchia | 49"22     | 50"36     | 50"77     | 2'30"35          |
| 7       | Anna Mąka                    | Polonia        | 49"69     | 50"05     | 50"66     | 2'30"40          |
| 8       | Ute Gähler                   | Germania Ovest | 49"78     | 49"93     | 50"71     | 2'30"42          |
| 9       | Helene Thurner               | Austria        | 49"64     | 50"15     | 50"71     | 2'30"50          |
| 10      | Marlene Korthals             | Austria        | 49"72     | 50"31     | 51"30     | 2'31"33          |
| 11      | Olina Hátlová-Tylová         | Cecoslovacchia | 50"16     | 50"35     | 51"14     | 2'31"65          |
| 12      | Linda Crutchfield-Bocock     | Canada         | 50"64     | 50"54     | 51"28     | 2'32"46          |
| 13      | Berit Salomonsson            | Svezia         | 50"89     | 51"35     | 51"31     | 2'33"55          |
| 14      | Kathleen Ann Roberts-Homstad | Stati Uniti    | 50"62     | 51"04     | 51"94     | 2'33"60          |
| 15      | Elfriede Wäger               | Austria        | 51"93     | 50"44     | 52"04     | 2'34"41          |
| 16      | Ellen Williams               | Stati Uniti    | 51"67     | 51"09     | 52"39     | 2'35"15          |
| 17      | Sheila Johansen              | Stati Uniti    | 51"21     | 51"90     | 52"36     | 2'35"47          |
| 18      | Martha Diplock               | Canada         | 51"94     | 51"51     | 52"03     | 2'35"48          |
| 19      | Sylvette Grassi              | Francia        | 51"85     | 52"08     | 52"55     | 2'36"48          |
| 20      | Jacqueline Barasinski        | Francia        | 51"96     | 52"39     | 52"44     | 2'36"79          |
| 21      | Erica Prugger                | Italia         | 1'01"90   | 50"91     | 51"40     | 2'44"21          |
| -       | Cristina Pabst               | Italia         | ND        | Rit.      | -         | -                |
| -       | Phyllis Walter               | Canada         | Squal.    | -         | -         | -                |
| -       | Angela Knösel                | Germania Est   | [49"12]   | [49"65]   | [50"16]   | [2'28"93] Squal. |
| -       | Anna-Maria Müller            | Germania Est   | [48"88]   | [49"26]   | [49"92]   | [2'28"06] Squal. |
| -       | Ortrun Enderlein             | Germania Est   | [48"74]   | [49"34]   | [49"96]   | [2'28"04] Squal. |